# Brodawka sutkowa

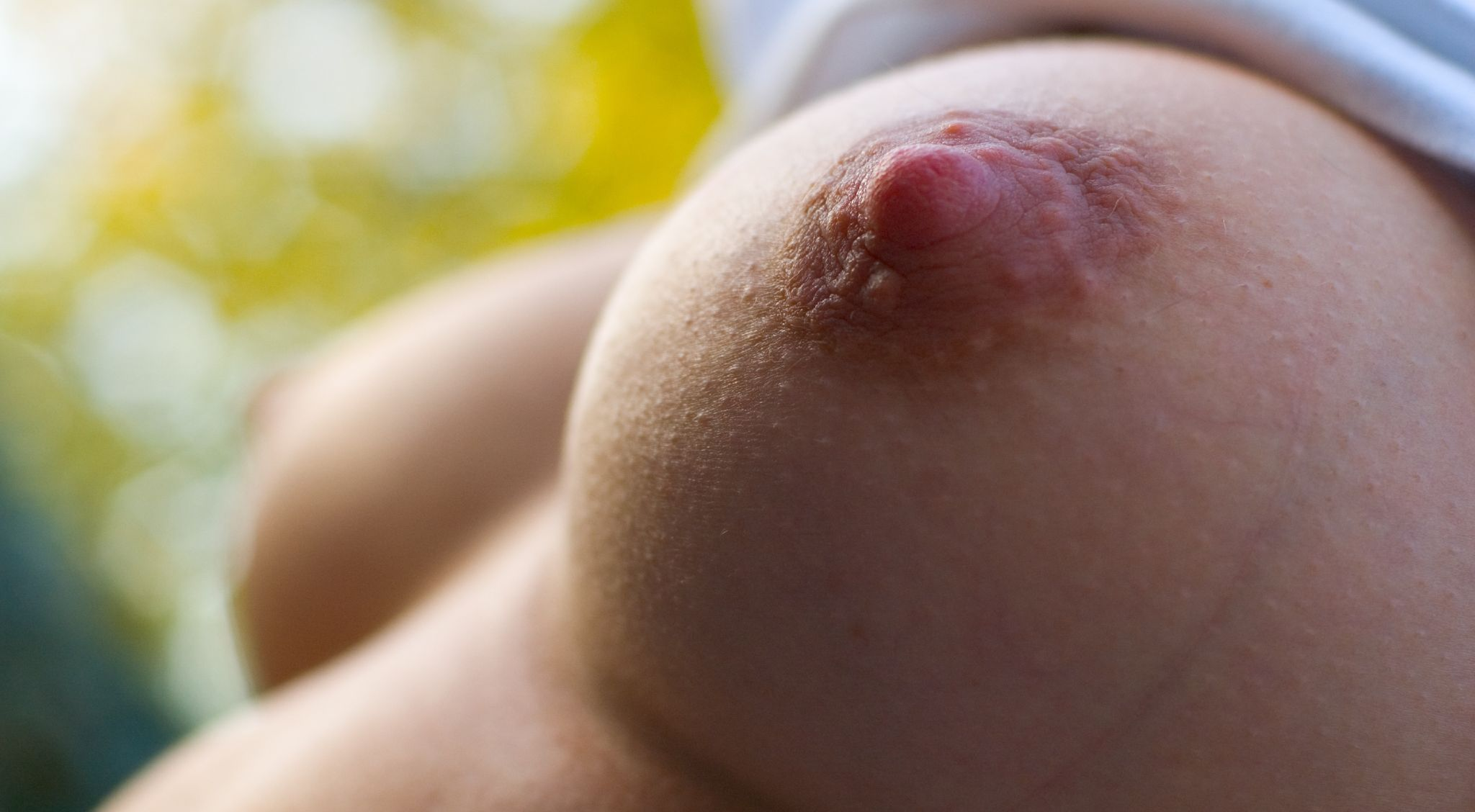
Brodawka sutkowa u kobiety

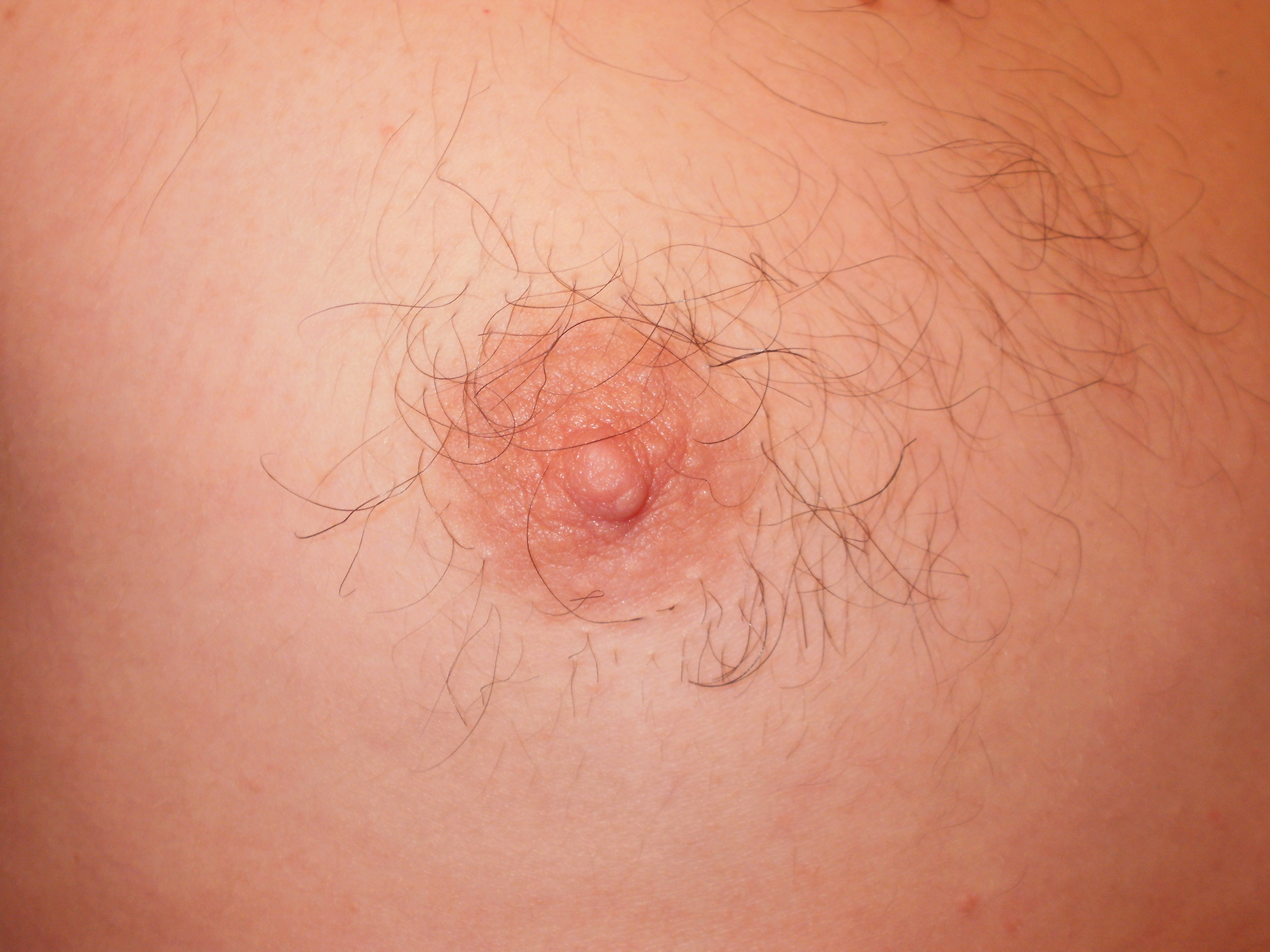
Brodawka sutkowa u mężczyzny

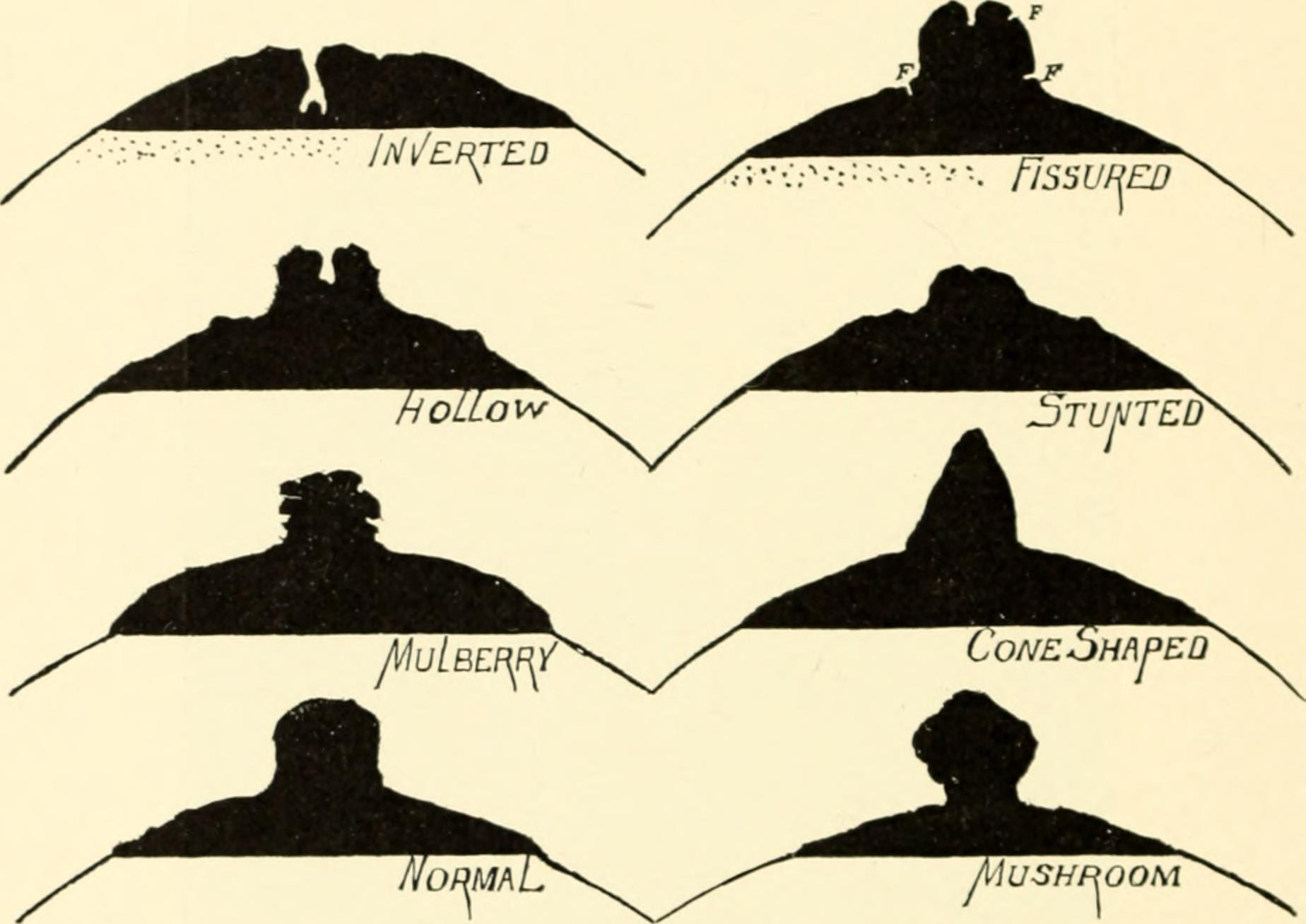
Niektóre formy kobiecych brodawek

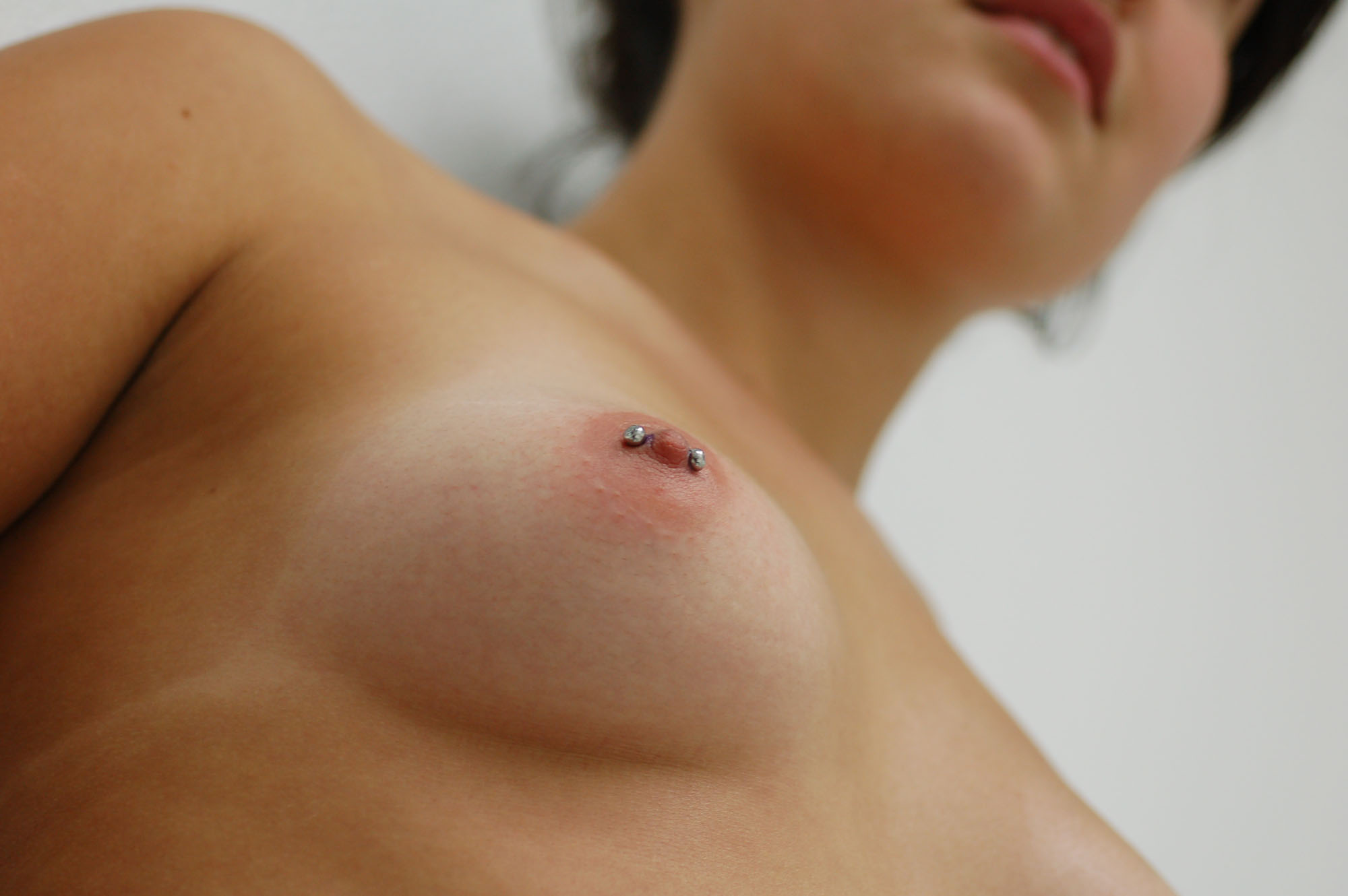
Kobieca brodawka przebita piercingiem

Brodawka sutkowa (łac. mammilla, papilla mammae, thelium) – w anatomii człowieka znajdująca się na szczycie gruczołu mlecznego wypukłość, u kobiet miejsce ujścia przewodów mlecznych. Fizjologiczną funkcją brodawki sutkowej u kobiet jest dostarczanie mleka karmionemu dziecku. 

## Położenie
Brodawka sutkowa u zdrowych mężczyzn znajduje się na poziomie IV przestrzeni międzyżebrowej, w linii środkowoobojczykowej, zwanej w tym wypadku również linią sutkową. U kobiet może znajdować się na poziomie od III do VI przestrzeni międzyżebrowej w zależności od ukształtowania sutka. Kształt sutka wpływa również na jej położenie względem linii środkowoobojczykowej, brodawka sutkowa znajduje się jednak zawsze w jej najbliższej okolicy.

## Budowa
Brodawka sutkowa ma kształt stożkowaty lub cylindryczny. Wokół niej znajduje się otoczka sutkowa (areola). Skóra brodawki i otoczki jest cienka i wrażliwa na bodźce zewnętrzne. Zarówno wielkość, jak i barwa brodawki sutka wraz z otoczką u człowieka różnią się w zależności od płci, rasy, i wykazują osobnicze różnice. U kobiet o jasnej karnacji, szczególnie nieródek, kolor otoczki jest bardziej różowy niż kolor otaczającej skóry; u kobiet o ciemnej karnacji kolor otoczki jest ciemniejszy. Na powierzchni brodawki mają swoje ujścia przewody mlekonośne (ducti lactiferi), dlatego jej powierzchnia jest nieregularna i pofałdowana. Znajdują się na niej także ujścia gruczołów łojowych i apokrynowych gruczołów potowych, których wydzielina chroni skórę sutka, co jest szczególnie ważne u kobiet w okresie laktacji. Na szczycie każdej z drobnych brodawek na powierzchni brodawki sutkowej (dawniej zwanych brodawkami Morgagniego) znajduje się kilka ujść podskórnych gruczołów Montgomery'ego (glandulae aberrantes lactiferi), które są dużymi gruczołami łojowymi. Brodawka sutkowa wraz z otoczką wyposażona jest w aparat sprężysto-mięśniowo-naczyniowy brodawki i otoczki sutkowej (ang. nipple-areolar complex) zbudowany z włókien sprężystych, włókien mięśni gładkich i splotu naczyń żylnych. Aparat ten u kobiet pełni funkcję zwieracza gruczołu sutkowego a u obu płci odpowiada za erekcję brodawki sutkowej. Erekcja brodawki zachodzi pod wpływem czynników mechanicznych (np. karmienie), termicznych (ekspozycja na zimno) lub psychicznych, w czasie podniecenia seksualnego, za co odpowiada oksytocyna.